# 別府正一郎
別府 正一郎（べっぷ しょういちろう、1970年4月 - ）は、日本のジャーナリスト、NHK国際部、政治部記者、ニュースキャスター、元解説委員。

## 来歴
大阪府出身。神奈川県立希望ヶ丘高等学校、京都大学法学部卒業。フランス社会科学高等研究院修了、1994年4月NHK入局。奈良放送局、1999年に国際部へ異動しヨーロッパ総局カイロ支局特派員。
2004年に「イラク国連バグダッド事務所爆破テロ――瞬間映像のスクープ」にて新聞協会賞（編集部門）、2007年に国連特派員協会金賞、ボーン・上田記念国際記者賞を受賞。
2007年よりアメリカ総局にて国連を2009年まで担当。帰国し、政治部へ異動。
2012年から国際部デスクとしてドバイ支局長。2015年3月に帰国し、NHKワールドTVにてニュース番組『NEWSROOM TOKYO』の初代メインアンカーを務めていたが、2017年6月12日付人事にて、解説委員室へ異動となり降板。その後、2018年7月1日付人事にてヨハネスブルク支局に異動となり、再び支局長に就任。
2022年、ロシアの軍事侵攻を受け、ウクライナで継続的に現地取材を敢行。
2023年1月に帰国、「キャッチ!世界のトップニュース」のキャスターに就任。報道局記者　

## 著作
- 『ルポ 終わらない戦争 イラク戦争後の中東』岩波書店、2014年3月。ISBN 978-4-00-025952-1。
- 『ルポ 過激派組織IS(Islamic State) ジハーディストを追う』NHK出版、2015年7月。ISBN 978-4-14-081664-6。 小山大祐との共著。
- 『アフリカ 人類の未来を握る大陸』集英社〈集英社新書〉、2021年2月。ISBN 978-4-08-721154-2。

## 出演番組

### テレビ

#### 過去
- NEWSROOM TOKYO（NHK WORLD TV）※記者レポートとして - 2015年3月30日 - 2017年6月9日迄初代メインアンカー
- NHKニュース7※記者レポートとして
- 時論公論
- くらし☆解説
- キャッチ!世界のトップニュース(2023年1月16日 - 2025年3月14日、望月麻美キャスターと隔週交代で担当）